# Monument als Caiguts (Terrassa)
El Monument als Caiguts és un conjunt escultòric situat originàriament al centre de Terrassa, a la plaça del Doctor Robert, i protegit com a bé cultural d'interès local. Fou enderrocat el 1991 i algun dels seus elements integrants, com ara les escultures, foren traslladats al cementiri municipal. Per la seva forma, popularment era conegut com les Setrilleres.

## Descripció
Era un element de planta circular que s'aixecava fins als 15 metres d'alçada i estava construït amb tres pilars de pedra de Montjuïc. El monument s'assentava sobre una zona enjardinada sobrealçada, a la qual s'hi accedia amb una escalinata. A l'interior hi havia una cripta de petites dimensions i estava decorat amb diversos emblemes del règim franquista, com l'escut espanyol amb l'àguila de Sant Joan i l'emblema falangista del jou i les fletxes. A dalt, flanquejant un monòlit alçat, dos soldats: a l'esquerra un guerrer de les Croades medievals i a la dreta un soldat de la guerra civil. A baix, al centre, la figura d'una matrona amb el braç dret aixecat, en representació de la Victòria.
Al sòcol, hi havia la inscripció següent: «Caídos por Dios y por España: ¡Presentes!»

## Història
Es va inaugurar el 24 de gener de 1944, quatre anys després d'haver-se col·locat la primera pedra del monument, finançat mitjançant subscripció popular. El projecte, obra de l'arquitecte Frederic Viñals i l'escultor Jaume Bazin, costà 300.000 pessetes.
Per construir-lo, es va triar l'extrem del passeig del Comte d'Ègara més proper al pont del Passeig, on s'hi va crear una gran rotonda per col·locar-hi el monument. L'espai va rebre el nom de Plaza de los Caídos, avui plaça del Doctor Robert.

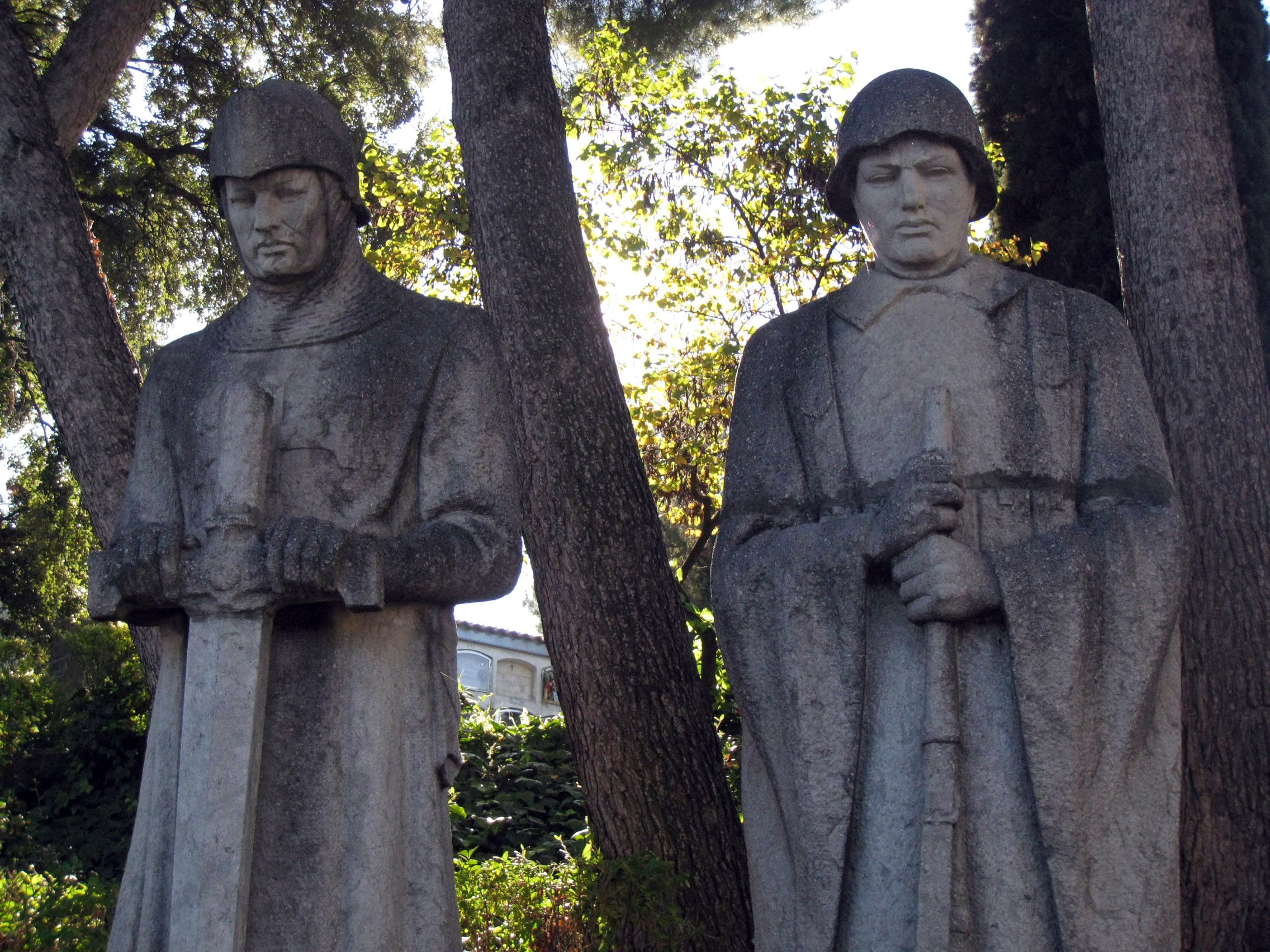
Detall de les estàtues dels soldats, conservades al cementiri

L'acte d'inauguració fou presidit pel capità general de la IV Regió Militar, José Morcardó; el governador civil, Antonio de Correa; el bisbe de Barcelona, Gregorio Modrego, i l'alcalde de Terrassa, Joaquim Amat. El bisbe va beneir el monument i a la cripta s'hi va dipositar una arqueta amb terra dels diversos llocs on van caure els terrassencs franquistes durant la guerra. Seguidament va haver-hi 250 ofrenes florals a càrrec de l'alcalde i de diverses representacions ciutadanes, que van cobrir el peu del monument. Es van lliurar medalles a excombatents i voluntaris de la División Azul i l'acte va acabar amb parlaments i la interpretació d'himnes patriòtics i clams franquistes.
Va esdevenir lloc de concentració de les diverses commemoracions franquistes, tant locals com estatals, en què s'hi oferien corones de llorer. El 20 de novembre de cada any, en commemoració de la mort de José Antonio Primo de Rivera, s'encenien els peveters que envoltaven el monument i hi feien guàrdia dia i nit esquadres de la Falange.
Amb el pas del temps, el monument va ser objecte de diversos actes vandàlics, sobretot després de la mort del dictador. Fins i tot va córrer el rumor que es volia demolir amb explosius, però la seva situació davant mateix de l'hospital de la Mútua de Terrassa va fer que es desestimés aquest mètode, i el 1991, aprofitant la construcció del pàrquing soterrat del passeig, es va desmuntar i se'n van dipositar diverses peces en un racó del cementiri. Allà, nostàlgics del règim anterior van posar drets els dos soldats, acompanyats d'un escut de Terrassa i un d'Espanya i dos peveters. Més endavant, l'Ajuntament hi va col·locar una placa amb el lema següent: «La ciutat de Terrassa en memòria de les víctimes de la guerra», en referència a totes les guerres.

## Galeria d'imatges

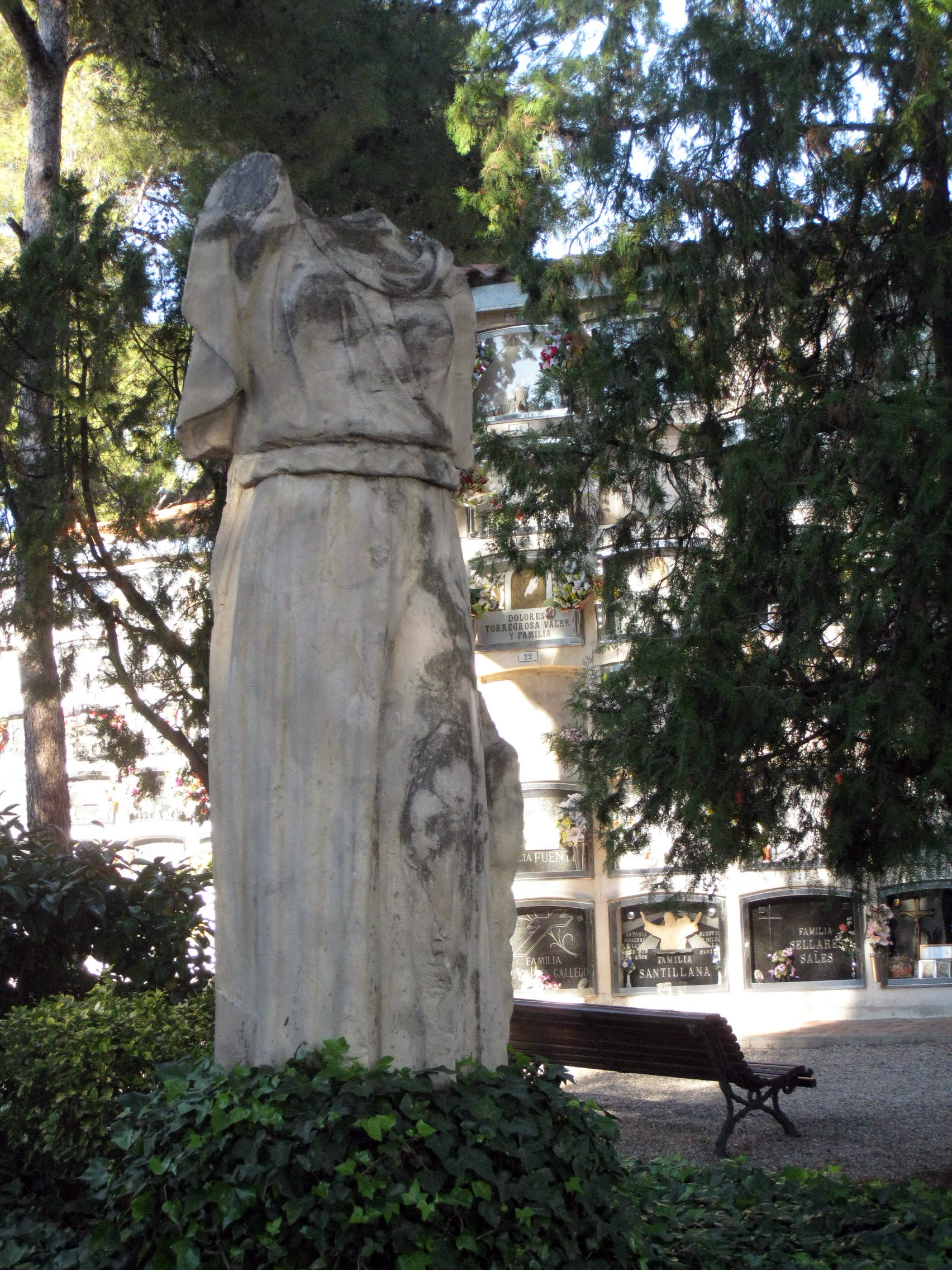
L'estàtua de la Victòria que hi havia al centre del monument, escapçada i sense braços
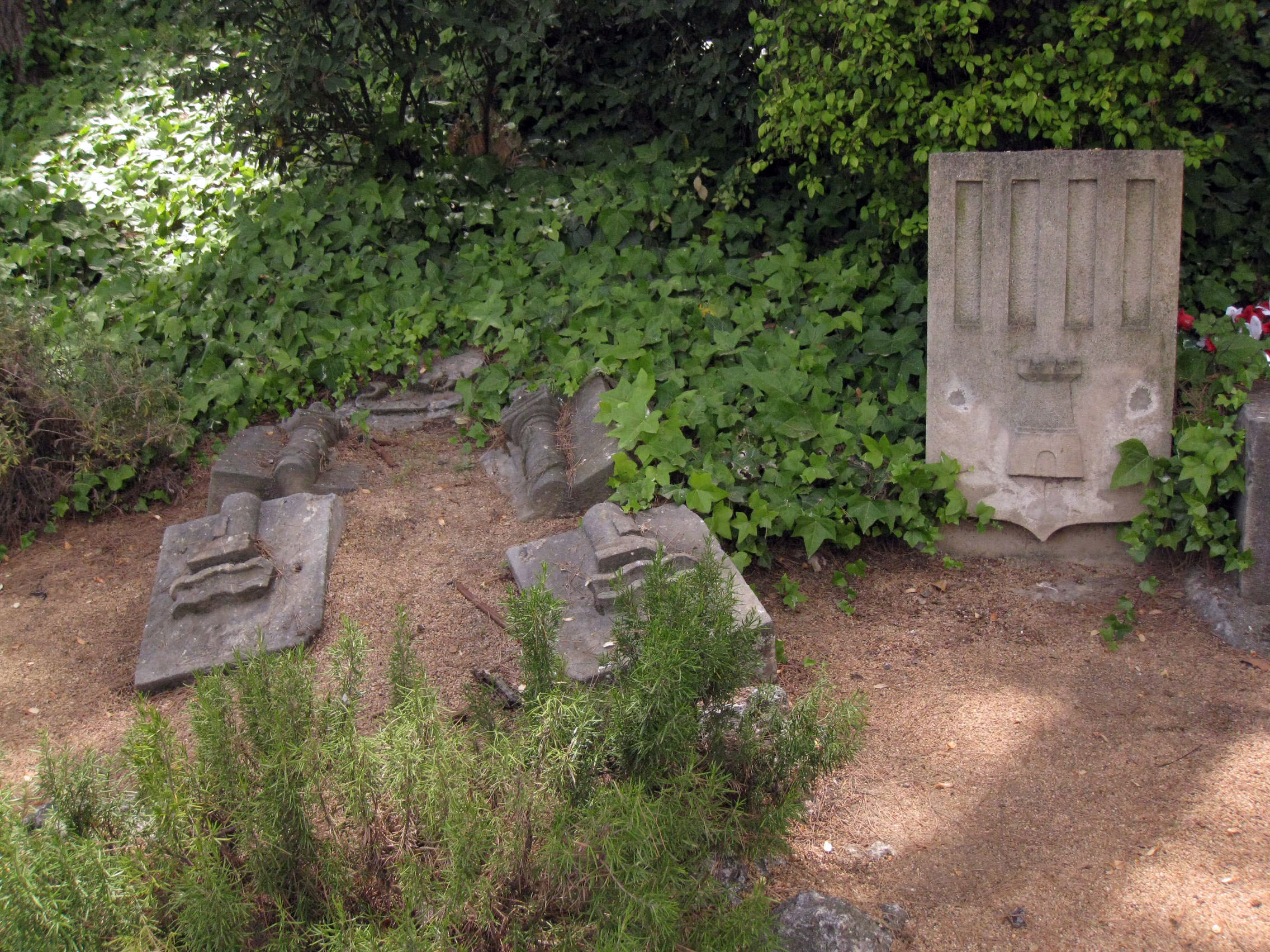
L'escut de Terrassa i, escampades per terra i a trossos, les Columnes d'Hèrcules de l'escut d'Espanya